# Атаханов, Эргаш Исабаевич
Эргаш Исабаевич Атаханов (1914—1967) — советский учёный и педагог, биофизик и терапевт, доктор медицинских наук, профессор, член-корреспондент АН УзССР (I960), член-корреспондент АМН СССР (1961).

## Биография
Родился 10 сентября 1914 года в Намангане. 
С 1931 по 1936 год обучался на Ташкентском медицинском институте. С 1936 по 1941 год обучался на аспирантуре этого института.
С 1941 по 1967 год на педагогической работе в  Ташкентском медицинском институте в должностях преподавателя, с 1943 по 1949 год — доцент, с 1949 по 1951 год — профессор госпитальной терапевтической клиники, с 1951 по 1967 год — заведующий кафедрой пропедевтики внутренних болезней. С 1955 по 1962 год одновременно с педагогической занимался и научной деятельностью в должности председателя Учёного совета Министерства здравоохранения Узбекской ССР.

### Научно-педагогическая деятельность
Основная научно-педагогическая деятельность Э. И. Атаханова была связана с вопросами в области гематологии, краевой патологии и патологии органов пищеварения. Под его руководством были изучены патология печени и процессы обмена в условиях климатической жары, показаны изменения в системе кроветворения при заболеваниях органов пищеварения, систематизированы механизмы патогенеза злокачественного малокровия, эритремии и лейкозов. Э. И. Атаханов  одним из первых в Советском Союзе применил белковые гидролизаты при лечении заболеваний внутренних органов, а липотропные вещества при лечении хронических гепатитов.
В 1941 году защитил кандидатскую диссертацию на соискание учёной степени кандидат медицинских наук по теме: «Материалы к патогенезу и клинике различных форм анемий», в 1948 году — доктор медицинских наук по теме: «Основные материалы по биофизиологии элементов крови при важнейших заболеваниях кровеносной системы». В 1960 году он был избран член-корреспондентом  АН УзССР, в 1961 году — член-корреспондентом АМН СССР. Под руководством Э. И. Атаханова было написано около ста научных работ, в том числе монографий.
Скончался 11 мая 1967 года в Ташкенте.